# Норвежский чёрный элкхунд
Норвежский чёрный элкхунд, или норвежская чёрная лосиная лайка (норв. norsk elghund sort), — порода шпицеобразных охотничьих собак, выведенная в Норвегии, разновидность норвежского серого элкхунда, отличающаяся темпераментом, меньшим размером и окрасом, но имеющая собственный стандарт. Название происходит от elg (с норв. — «лось») и hund (с норв. — «собака»). Используется для охоты на лося и других копытных.
Норвежская черная лосиная выведена для охоты на лосей и оленей на поводу, и ее способность сотрудничать с проводником является высоко ценимой чертой. Черная собака — это прежде всего розыскная собака по ветру, но во время охоты она использует все свои чувства . 

## История породы
Как и более крупный серый родственник, норвежский чёрный элкхунд является коренной породой, а его предки жили на территории первобытной Норвегии ещё в 4000—5000 гг. до нашей эры, о чём свидетельствуют находки норвежских и датских археологов. Упоминания об этой «собаке викингов» в сагах и найденные рядом с останками хозяина и его оружия останки псов красноречиво говорят об уважении к этим животным.
Работа над созданием чёрной разновидности норвежского элкхунда велась с начала XIX до начала XX века, однако из-за неудачной попытки популяризировать собаку, в выпущенном в 1901 году стандарте допускался только её серый окрас.
В октябре 1965 года норвежский чёрный элкхунд был признан Международной кинологической федерацией и отнесён к группе шпицев и пород примитивного типа, к подгруппе северных охотничьих собак.

## Внешний вид
Типичная лайка, ниже среднего роста, лёгкого спортивного телосложения, квадратного формата, с хорошо развитой мускулатурой, закинутым на спину хвостом и равным соотношением высоты в холке к длине корпуса и длины черепа к длине морды.
Голова лёгкая, клинообразная, сравнительно широкая между ушами, сужающаяся к носу. Череп почти плоский, переход ото лба к морде отчётливый, но не резкий. Нос чёрный, спинка носа прямая. Прикус ножницеобразный. Глаза предпочтительно тёмно-коричневого цвета. Уши остроконечные, высоко поставленные, стоячие, их высота несколько больше ширины у основания.
Шея средней длины, без подвеса. Линия спины прямая от холки до крупа. Холка хорошо выражена, круп с хорошо развитой мускулатурой. Грудь достаточно глубокая, с хорошо изогнутыми рёбрами, живот слегка подтянут.
Хвост довольно короткий, толстый, высоко посаженный, с густой и прилегающей шерстью, без «флага», плотно скручен на спине в тугом завитке.
Передние конечности крепкие, мускулистые и сильные, с наклонными лопатками и умеренно наклонными плечами, хорошо прилегающими локтями, прямыми предплечьями и умеренно наклонными при осмотре сбоку пястями. Задние конечности при осмотре сзади — параллельные, с умеренно выраженными углами коленных и скакательных суставов, широкими, мускулистыми бёдрами, голенями средней длины. Плюсны при осмотре сбоку — умеренно наклонные, при осмотре сзади — параллельные. Лапы относительно небольшие, слегка овальные, компактные; прибылые пальцы нежелательны.
Шерсть прилегающего типа, состоит из длинной, густой, грубой остевой шерсти и мягкого тёмного подшёрстка. Шерсть на голове и передней стороне конечностей — короткая и прилегающая; на груди, шее, задней стороне конечностей и нижней части хвоста — более длинная. Окрас глянцево-чёрный, допускаются мелкие белые отметины на груди и лапах.
Высота в холке кобелей — 46—49 см, сук — 43—46 см, при этом идеальным считается рост соответственно 47 и 44 см. Вес — от 18 до 27 кг.

## Темперамент
Энергичная, смелая собака с лёгкими и естественными движениями, достаточно независимая в своём поведении, но дружелюбная и преданная, сообразительная, бодрая, отлично ладит с детьми. 
При контакте с дичью собака должна сохранять спокойствие и молчание, чтобы проводник мог приблизиться к ней незамеченным. Чёрный элкхунд считается хорошей семейной собакой и, в отличие от своего серого собрата,  склонен к лаю.

## Здоровье
К возможным у представителей этой породы наследственным заболеваниям относятся дисплазия тазобедренного сустава, прогрессирующая атрофия сетчатки, катаракта, глаукома, кисты сальных желез, синдром Фанкони, гипотиреоз. Паджетт выделяет также специфические для норвежского элкхунда карликовость и почечную недостаточность. Средняя продолжительность жизни составляет от 12 до 15 лет.

## Содержание и уход
Основной уход сводится к подстриганию когтей, чистке зубов и ушей, мытью и расчёсыванию шерсти, при этом в частом купании нет никакой необходимости, из-за того, что, как и другие северные собаки, норвежский элкхунд не имеет характерного собачьего запаха, однако по причине сильной линьки его содержание в квартире немного затруднительно.